# Klikklak
De klikklak (klik-klak) is speelgoed dat in de jaren 70 van de 20e eeuw populair was.
Het spel bestaat uit een stevig koordje met aan de uiteinden twee harde plastic ballen. Het koord was geknoopt aan een plastic lipje. Dat houdt men tussen duim en wijsvinger vast, waarbij de ballen in evenwicht naast elkaar hangen. De bedoeling is dat men door een snelle op en neer gaande beweging van de pols, de ballen boven en onder de pols tegen elkaar aan te laten tikken, waarbij een klikklakgeluid ontstaat. Met de klikklaks werden wedstrijdjes gehouden: wie is het snelst en houdt het het langst vol? Was men niet zo behendig, dan kwamen de ballen zeer hard op de polsen en knokkels terecht.
De klikklak was een ware rage in de jaren 70.
De klikklaks werden als eerste in Nederland in productie genomen door Woerdense fabrikanten Markovits en Kamer van Hollandia Plastic Industry. Joop Markovits zag dit speelgoed, twee plastic ballen met een touwtje, voor het eerst in Italië en besloot terug in Nederland dit speelgoed in de eigen fabriek in productie te nemen. De ballen werden gemaakt van granulaatkorrels. De korrels werden vloeibaar gemaakt en onder hoge druk samengeperst. Daarna werden twee ballen aan een touwtje vastgemaakt met behulp van een verbindingsstukje. Vanwege het geluid dat de ketsende ballen maakten koos Markovits voor de naam klik-klaks. Het speelgoed werd binnen korte tijd een groot succes. Firma De Kruif in Woerden verkocht als eerste de klikklaks voor twee gulden. Daarna waren ze in vele andere winkels te koop. Bij een productie van 50.000 per dag werd voor het in elkaar zetten van het speelgoed gebruikgemaakt van Woerdense thuiswerkers en mensen van sociale werkplaatsen en in gevangenissen. Bij een nog groter verkoopsucces werden de ballen en onderdelen niet langer in elkaar gezet, maar als losse onderdelen verkocht in een plastic zakje. Na een aantal maanden was de rage voorbij.